# 브루크뮈르추슐라크군

브루크뮈르추슐라크군의 위치

브루크뮈르추슐라크군(독일어: Bezirk Bruck-Mürzzuschlag)은 오스트리아 슈타이어마르크주에 위치한 군으로 행정 중심지는 브루크안데어무어이며 면적은 2,156.93km2, 인구는 98,534명(2023년 기준), 인구 밀도는 46명/km2이다.
2013년 1월 1일에 브루크안데어무어군과 뮈르추슐라크군이 합병되면서 신설되었다. 북서쪽으로는 니더외스터라이히주 샤입스군, 북쪽으로는 니더외스터라이히주 릴리엔펠트군, 북동쪽으로는 니더외스터라이히주 노인키르헨군, 남동쪽으로는 바이츠군, 남쪽으로는 그라츠움게붕군, 남서쪽으로는 레오벤군, 서쪽으로는 리첸군과 접한다.

## 하위 행정 구역
5개 도시, 10개 시장도시, 4개 일반 시를 관할한다.
- 도시
  - 브루크안데어무어(Bruck an der Mur)
  - 카펜베르크(Kapfenberg)
  - 킨트베르크(Kindberg)
  - 마리아첼(Mariazell)
  - 뮈르추슐라크(Mürzzuschlag)
- 시장도시
  - 아플렌츠(Aflenz)
  - 브라이테나우암호흘란치(Breitenau am Hochlantsch)
  - 크리글라흐(Krieglach)
  - 랑겐방(Langenwang)
  - 노이베르크안데어뮈르츠(Neuberg an der Mürz)
  - 장크트바르바라임뮈르츠탈(Sankt Barbara im Mürztal)
  - 장크트로렌첸임뮈르츠탈(Sankt Lorenzen im Mürztal)
  - 장크트마라인임뮈르츠탈Sankt Marein im Mürztal)
  - 퇴를(Thörl)
  - 투르나우(Turnau)
- 일반 시
  - 페르네크안데어무어(Pernegg an der Mur)
  - 슈피탈암제메링(Spital am Semmering)
  - 슈탄츠임뮈르츠탈(Stanz im Mürztal)
  - 트라괴스장크트카타라인(Tragöss-Sankt Katharein)